# Ilona Novák
Ilona Novák (Hungría, 16 de mayo de 1925-14 de marzo de 2019) fue una nadadora húngara especializada en pruebas de estilo libre, donde consiguió ser campeona olímpica en 1952 en los 4 x 100 metros. Hermana de la nadadora Éva Novák, y casada con el director de cine y director deportivo Imre Popper (1915-2001). Estuvo a la vanguardia de la natación húngara durante casi veinte años. Jugó para el equipo nacional húngaro entre 1941 y 1954. Obtuvo resultados destacados como miembro del equipo húngaro de relevos de estilo libre y relevos mixtos, así como en espalda.

## Carrera deportiva
Desde 1938 fue nadadora de la MÚE (Asociación Húngara de Natación) y desde 1950 de Édosz y Budapesti Kinizsi. Ganó su primer título de campeona húngara a la edad de quince años. En 1941 ya había ganado cinco campeonatos húngaros. En los 100 m libres, no alcanzó el tiempo estándar requerido para el título de campeón según las reglas de la época, por lo que no ganó un campeonato en esta prueba. En el Campeonato Europeo de Natación de 1947 quedó quinta en los 100 metros espalda y en el relevo 4 × 100 metros libre. Ese mismo año, ganó tres títulos en el Campeonato Mundial Universitario. En los Juegos Olímpicos de Londres, terminó cuarta en los 100 metros espalda y quinta en el relevo estilo libre. En 1941 y 1951 ganó un total de una medalla de oro y tres de plata. En los Juegos Olímpicos de Helsinki fue campeona olímpica en el relevo 4×100 m libre, con un tiempo 4:24.4 segundos, por delante de Países Bajos (plata) y Estados Unidos (bronce); sus compañeras de equipo fueron las nadadoras: Judit Temes, Éva Novák y Katalin Szöke. No llegó a la final en los 100 metros lisos. En el Campeonato Europeo de Natación de 1954 acabó séptima en los 100 metros espalda. Quedó en cuarto lugar en el mismo evento en el campeonato mundial universitario.
En 1960 fue nombrada miembro del Consejo Húngaro de Educación Física y Deportes (MTST). Se graduó de la Facultad de Educación Física en 1963 y se convirtió en profesora de educación física en Universidad Eötvös Loránd (ELTE). Mientras tanto, desempeñó un papel activo en el liderazgo de los deportes de natación húngaros, siendo vicepresidenta de la Asociación Húngara de Natación de 1971 a 1989 y miembro de la junta directiva de la Asociación Húngara de Natación (1993–). De 1974 a 1994 fue miembro de la presidencia de la Federación Europea de Natación, tras lo cual pasó a ser miembro honorario. Mientras tanto, fue miembro de la junta directiva del Comité Olímpico Húngaro. De 1971 a 1972 dirigió el equipo de natación húngaro como capitana nacional. Es poseedora de la Medalla Olímpica al Mérito desde 1992. En 1973, fue elegida miembro del Salón de la Fama de la Natación, junto con Éva Novák.

## Premios y reconocimientos
- Medalla al Mérito de la República Húngara, Grado de Oro (1947)[5]
- Medalla de Oro del Deporte de la República Húngara (1949)[6]
- Grado de oro de la Medalla del Deporte de la República Popular Húngara (1951)[7]
- El atleta más destacado de la República Popular Húngara (1951)[8]
- Campeón perpetuo de la FTC (1974)
- Diploma de Oro de la FTC (1984)
- Salón de la Fama (natación) (1973)
- Medalla olímpica (1992)
- Premio del Deporte de la República de Hungría (1994)

- El inmortal de la natación húngara (2015)[9]